# Branko Jerkič
Branko Jerkič (partizansko ime Živko), slovenski general, * 5. avgust 1925, Dobravlje, Ajdovščina, † avgust 2016

## Življenjepis
Branko se je rodil očetu Alojzu, ki je bil čevljar in materi Mariji, rojeni Hrobat, ki je bila gospodinja. Družina se je leta 1929 zaradi političnih razmer preselila v Maribor, kjer je Branko nato opravil pet razredov osnovne šole in nižjo gimnazijo. Mati je umrla leta 1932, leta 1941 pa se je Branko z očetom preselil v Kočevje. Tam se je Branko pridružil osvobodilnemu gibanju, aprila 1942 pa je vstopil v partizane. Najprej je bil član Dolenjskega odreda, nato pa Tomšičeve in Cankarjeve brigade. Marca 1943 je s skupino 16 partizanov odšel na primorsko. 5. avgusta 1943 so ga ujeli četniki, zajet je ostal vse do kapitulacije Italije. To dejstvo je zamolčal, drugače ne bi nikoli postal oficir JLA. Ob kapitulaciji Italije je postal član čete VOS za idrijsko okrožje, kjer se mu je pridružil tudi mlajši brat Miroslav. Leta 1944 je postal član 2. brigade VDV in postal namesnik komandanta brigade. 
V vojski je ostal tudi po vojni in leta 1948 nadaljeval vojaško šolanje. V Zadru je končal oficirsko šolo protizračne obrambe, nato pa v Beogradu absolviral na vojaški akademiji. Nato je odšel v Sovjetsko zvezo, kjer je obiskoval visoko šolo za poveljevanje raketnih sistemov protizračne obrambe. Po vrnitvi v Jugoslavijo je začel predavati na Vojaški akademiji za protizračno obrambo v Beogradu. Kasneje je več let delal v Generalštabu JLA. Leta 1960 se je vrnil v Slovenijo in dve leti živel v Ljubljani. Leta 1962 je bil poslan na Sinaj v poveljstvo modrih čelad kot predstavnik vlade Socialistična federativna republika Jugoslavija. Leta 1966 je nadaljeval šolanje v Sovjetski zvezi. 
Med letoma 1969 in 1977 je bil načelnik štaba teritorialne obrambe v Sloveniji. Leta 1977 je postal poveljnik TO za Slovenijo, leta 1978 pa je dobil čin generala, leta 1983 pa je postal generalpolkovnik. Od leta 1980 do upokojitve leta 1985 je bil poveljnik ljubljanskega armadnega območja. Nato je bil še predsednik Zveze rezervnih vojaških starešin.